# Love Again (película)
Love Again es una película de drama romántico estadounidense escrita y dirigida por Jim Strouse. Es una nueva versión en inglés de la película alemana de 2016 SMS für Dich, basada en una novela de Sofie Cramer. Está protagonizada por Priyanka Chopra, Sam Heughan, Céline Dion, Russell Tovey, Steve Oram, Omid Djalili, Sofia Barclay, Lydia West, Arinze Kene y Celia Imrie.

## Reparto
- Priyanka Chopra como Mira Ray
- Sam Heughan como Rob Burns
- Céline Dion como ella misma
- Russell Tovey como Billy Brooks
- Steve Oram como Richard Hughes
- Omid Djalili como Mohsen
- Sofia Barclay como Suzy Ray
- Lydia West como Lisa Scott
- Arinze Kene como John
- Celia Imrie como Gina Valentine
- Nick Jonas como Joel

## Producción
En abril de 2019, se anunció que James C. Strouse dirigiría la película, tentativamente titulada Text for You, que sería una nueva versión en inglés de la película alemana SMS für Dich, con Screen Gems listo para producir. En octubre de 2020, Priyanka Chopra, Sam Heughan y Céline Dion se unieron al elenco de la película. En noviembre de 2020, Russell Tovey, Steve Oram, Omid Djalili, Sofia Barclay, Lydia West, Arinze Kene y Celia Imrie se unieron al elenco.
El rodaje comenzó en octubre de 2020 y finalizó a principios de 2021. El rodaje tuvo lugar por primera vez en Londres, después de lo cual la producción se trasladó a los Estados Unidos.
En abril de 2022 se anunció que la película cambiaría de título a "It's All Coming Back to Me" en referencia a la canción del mismo nombre que Dion interpretó en su álbum "Falling into You" de 1996. Sin embargo, en noviembre de 2022 se informó que el título había sido cambiado de nuevo a "Love Again".

## Estreno
La película tenía previsto su estreno en cines de Estados Unidos el 10 de febrero de 2023, pero la fecha fue reprogramada por Sony Pictures Releasing para el 12 de mayo de 2023. Sin embargo, finalmente se confirmó una nueva fecha de estreno y la película llegó a los cines el 5 de mayo de 2023.

## Recepción
Love Again recibió reseñas generalmente negativas de parte de la crítica y la audiencia. En el sitio web agregador de reseñas especializado Rotten Tomatoes, la película posee una aprobación de 27%, basada en 45 reseñas, con una calificación de 4.4/10, y con un consenso crítico que dice: "Love Again? Después de ver este romance empalagoso, es probable que termines pensando que una vez fue más que suficiente." De parte de la audiencia tiene una aprobación de 78%, basada en más de 1000 votos, con una calificación de 4.0/5.
El sitio web Metacritic le dio a la película una puntuación de 32 de 100, basada en 12 reseñas, indicando "reseñas generalmente desfavorables". Las audiencias encuestadas por CinemaScore le otorgaron a la película una "B" en una escala de A+ a F, mientras que en el sitio IMDb los usuarios le asignaron una calificación de 5.9/10, sobre la base de más de 11 000 votos. En la página web FilmAffinity la cinta tiene una calificación de 5.0/10, basada en 404 votos.